# 新潟アルビレックスBBラビッツ
新潟アルビレックスBBラビッツ（にいがたアルビレックスビービーラビッツ、英: Niigata Albrex BB Rabbits）は、日本の女子プロバスケットボールチーム。ホームタウンは新潟県。JALラビッツを継承して誕生したチームで、Wリーグに所属している。

## 概要
チーム所在地は新潟県。母体企業はNSGグループで、チーム運営は同社が設立する一般社団法人新潟アルビレックス女子バスケットボールクラブが行い、チームの代表は男子の新潟アルビレックスBBの運営会社取締役（現在は日野明人取締役会長）が兼任する。一般社団法人による運営はWJBLでは山梨クィーンビーズに次いで2番目、Wリーグでは初となる。
日本航空の会社更生法適用に伴い廃部が決定したJALラビッツの譲渡を受け、2011年に設立された。
2011年5月17日、新チーム名は「ラビッツ」を継承し、「新潟アルビレックスBBラビッツ」とすることが発表される。マスコットは男子と同じ「アルード」。

### ホームアリーナ
| 阿賀野市                           | 阿賀野市水原総合体育館             | -                                  | -    | -   | -     | -     | 2     | 2  |
| 阿賀野市                           | 阿賀野市ささかみ体育館             | -                                  | -    | 2   | -     | -     | -     | -  |
| 新潟市内                           | 新潟市東総合スポーツセンター       | -                                  | (4)  | (2) | (4)   | (4)   | (2)   | 2  |
| 新潟市内                           | 新潟市鳥屋野総合体育館             | -                                  | 2(2) | (2) | -     | (2)   | -     | 3  |
| 新潟市内                           | 新潟市体育館                       | -                                  | -    | -   | 2     | -     | -     | -  |
| 新潟市内                           | 新潟市白根カルチャーセンター       | -                                  | -    | -   | -     | -     | -     | 2  |
| 長岡市内                           | アオーレ長岡                       | -                                  | -    | (4) | (4)   | (2)   | (4)   | 2  |
| 長岡市内                           | 長岡市栃尾体育館                   | -                                  | -    | 2   | -     | -     | -     | -  |
| 新潟地域                           | 燕市体育センター                   | -                                  | -    | 2   | -     | -     | -     | -  |
| 新潟地域                           | 燕市吉田総合体育館                 | -                                  | -    | -   | 2     | -     | -     | -  |
| 新潟地域                           | 五泉市村松体育館(さくらアリーナ)   | -                                  | 2    | 2   | 2     | 2     | -     | 2  |
| 新潟地域                           | 五泉市総合会館                     | -                                  | -    | -   | -     | -     | 2     | -  |
| 新発田地域                         | 聖籠町町民会館                     | -                                  | (2)  | (2) | -     | -     | -     | -  |
| 新発田地域                         | 新発田カルチャーセンター           | -                                  | (2)  | -   | -     | -     | -     | -  |
| 岩船地域                           | パルパーク神林(村上市)             | -                                  | 2    | -   | -     | 2     | -     | -  |
| 岩船地域                           | 胎内市総合体育館                   | -                                  | -    | -   | -     | -     | -     | 2  |
| 長岡地域                           | 小千谷市総合体育館                 | -                                  | -    | -   | 2     | -     | -     | 2  |
| 長岡地域                           | 見附市総合体育館                   | -                                  | -    | -   | -     | -     | 2     | -  |
| 十日町地域                         | 十日町市総合体育館                 | -                                  | -    | -   | -     | 2     | -     | -  |
| 上越市                             | リージョンプラザ上越               | -                                  | -    | (2) | -     | (2)   | (2)   | -  |
| レギュラーシーズン・ホーム試合数計 | レギュラーシーズン・ホーム試合数計 | レギュラーシーズン・ホーム試合数計 | 16   | 20  | 16    | 16    | 14    | 17 |
| 1試合平均観客動員                  | 1試合平均観客動員                  | 1試合平均観客動員                  | -    | -   | 1,211 | 1,202 | 1,005 | -  |

- カッコ内は、男子チームとのダブルヘッダー開催数
- 下記ゲームは2次ラウンドで中立ゲーム扱いとなり、観客動員に含まない[4]。

- - 2016年2月6日：アオーレ長岡・1試合
  - 2017年1月21,22日：新潟市鳥屋野総合体育館・2試合
  - 2017年2月4日：アオーレ長岡・1試合

## 歴史

### 2011-12シーズン
- 2011年 日本航空女子バスケットボール部「JALラビッツ」の譲渡を受けて結成。初代ヘッドコーチもJALラビッツの最後のヘッドであった荒順一が引き続き就任。元日航の5人に大卒新人3人が加わり、選手8名でチームが発足した。選手はNSGグループ職員として勤務しながらプレーする。8チーム中7位。

### 2012-13シーズン
下部リーグWIリーグがWリーグに吸収統合され、参加チームが増加した。荒順一ヘッドコーチが引き続き指揮を執り、12チーム中6位。

### 2013-14シーズン
荒順一HCが退任、衛藤晃平ACがHC昇格。12チーム中8位。

### 2014-15シーズン
衛藤晃平HCの2シーズン目。11チーム中9位に順位を下げた。

### 2015-16シーズン
衛藤HCが退任(男子bj・バンビシャス奈良HC)し、炭田久美子(新潟出身・元山梨クィーンビーズHC)が新HCに就任。
「走るバスケ」を掲げ、2ラウンド制に変更されたシーズンに挑んだが、2012-13シーズンの山梨以来、リーグとして2回目となるシーズン全敗となった。

### 2016-17シーズン
炭田HCが退任、球団OBの小川忠晴が新HCに就任。
待望のセンタープレイヤー・馬雲をはじめ、3人が新加入。一方で退団する選手の一人・君山の引退により、JAL時代からの選手が出岐のみとなる。
昨シーズン全敗の反省から、チーフトレーナーを新設し、新潟市内を「ジプシー」していた練習場所も、五泉市総合会館に「固定」するなど、強化方針を見直した。
開幕17戦目となる山梨戦で678日ぶりの勝利を挙げて3シーズンまたぎの連敗を53で止め、翌日も勝利して2シーズンぶりの連勝を果たした。
ホーム・アオーレ長岡で迎えた19戦目となるアイシンAW戦には敗れ3連勝とはならなかったが、翌日には雪辱を果たし、686日ぶりのホームゲーム勝利となった
。
しかしレギュラーシーズンの勝ち星はこの3つに止まり、アーリーエントリーで3人(宮坂桃菜・根来真奈・ナウタヴァイ圭理)が加入した2次ラウンドも山梨相手に挙げた1勝に終わった。最終順位は12チーム中11位。

### 2017-18シーズン
小川忠晴HCの2シーズン目。アーリーエントリーの3人に加え、北川直美・宮崎安奈・渡邊愛加の3人が新加入。一方、出岐の引退により「JALラビッツ」のルーツをくむ選手がいなくなった。
また昨シーズン練習拠点として使用した五泉市総合会館が工事で使用できなくなった事から、五泉市に隣接する阿賀野市と協定を交わし、水原総合体育館を拠点に再出発する事となった。12チーム中最下位。

### 2018-19シーズン
小川忠晴HCの3シーズン目。12チーム中最下位。

### 2019-20シーズン
小川忠晴HCの4シーズン目。12チーム中最下位。

### 2020-21シーズン
新ヘッドコーチに新潟県内の高校・大学での指導経験が豊富な大滝和雄が就任。コロナ対策により東西2地区制導入。東地区6チーム中最下位。

### 2021-22シーズン
大滝和雄HCの2シーズン目。13チーム中最下位。

### 2022-23シーズン
新ヘッドコーチに新潟医療福祉大女子部前HCの伊藤篤司が就任した。

### 2023-24シーズン
2023年7月1日付で運営元が男子チームの新潟アルビレックスBBを運営する株式会社新潟プロバスケットボールに事業譲渡される。

## 成績
| 年度    | リーグ       | 回 | レギュラーシーズン | レギュラーシーズン | レギュラーシーズン | プレイオフ | 最終結果 | 皇后杯  |
| 年度    | リーグ       | 回 | 勝                 | 敗                 | 順位               | プレイオフ | 最終結果 | 皇后杯  |
| ------- | ------------ | -- | ------------------ | ------------------ | ------------------ | ---------- | -------- | ------- |
| 2011-12 | Wリーグ      | 13 | 4                  | 24                 | 7位                | ---        | 7位      | 3回戦   |
| 2012-13 | Wリーグ      | 14 | 12                 | 17                 | 6位                | ---        | 6位      | 3回戦   |
| 2013-14 | Wリーグ      | 15 | 11                 | 22                 | 8位                | ---        | 8位      | ベスト8 |
| 2014-15 | Wリーグ      | 16 | 5                  | 25                 | 9位                | ---        | 9位      | ベスト8 |
| 2015-16 | Wリーグ      | 17 | 0                  | 25                 | 11位               | ---        | 11位     | 2回戦   |
| 2016-17 | Wリーグ      | 18 | 4                  | 23                 | 11位               | ---        | 11位     | 3回戦   |
| 2017-18 | Wリーグ      | 19 | 0                  | 33                 | 12位               | ---        | 12位     | 5回戦   |
| 2018-19 | Wリーグ      | 20 | 1                  | 21                 | 12位               | ---        | 12位     | 3回戦   |
| 2019-20 | Wリーグ      | 21 | 1                  | 15                 | 12位               | 中止       | ---      | 4回戦   |
| 2020-21 | Wリーグ      | 22 | 1                  | 15                 | 東6位              | ---        | ---      | 1回戦   |
| 2021-22 | Wリーグ      | 23 | 1                  | 23                 | 13位               | ---        | 13位     | 4回戦   |
| 2022-23 | Wリーグ      | 24 | 3                  | 23                 | 14位               | ---        | 14位     | 3回戦   |
| 2023-24 | Wリーグ      | 25 | 5                  | 21                 | 12位               | ---        | 12位     | 3回戦   |
| 2024-25 | フューチャー | 26 |                    |                    | 位                 |            | 位       |         |

- F:ファイナル、SF:セミファイナル、QF:クォーターファイナル、SQF:セミクォーターファイナル

## 選手とスタッフ

### 歴代ヘッドコーチ
1. 荒順一（11-13）
2. 衛藤晃平（13-15）
3. 炭田久美子（15-16）
4. 小川忠晴（15-20）
5. 大滝和雄（20-22）
6. 伊藤篤司（22-24）
7. 東英樹(24-)

### アリーナDJ
- 野口智美(新潟アルビレックスBBのアナウンスも兼任)

### 公式アンバサダー
- 今井美穂(新潟の地域活性化モデル)

新潟大学OGでミス・アース日本代表でもある山田彩乃らと共に来場し、ブースターと応援を行う。

### 過去の所属選手
- 高橋礼華
- 岩村裕美
- 星希望
- 玉井里英
- 菅野恭子
- 大竹秋乃
- 佐藤みなみ
- 本間愛美
- 小松さやか
- 川上聖子
- 君山舞夕奈
- 近藤紗奈
- 砺波美沙子
- 稲本聡子

## ユニフォームスポンサー
- サプライヤー：ミズノ
- 前面：Denka、大王製紙、ONE&PEACE、新潟日報、ミサワホーム北越
- パンツ：ビッグフォール、エヌ・エス・エス